# Dar al-Hikma
La Dār al-Ḥikma (in arabo دار الحكمة‎?, "Casa della Sapienza") o Dār al-'Ilm (in arabo دار العلم ‎?, "Casa della Scienza") è stata un'antica e importante università, dotata di una ricchissima biblioteca e un prestigioso centro di studi teologici e filosofici del Cairo nell'epoca della dinastia dei Fatimidi.
Deve quasi certamente il suo nome alla più antica Bayt al-Ḥikma (il significato di entrambe le espressioni è identico) di Baghdad, fondata nel IX secolo dal Califfo abbaside Hārūn al-Rashīd come sua biblioteca personale ma poi ampliata dal figlio al-Maʾmūn al punto tale da farla diventare in breve il più importante centro di studio e ricerca dell'intero mondo musulmano.

La "Casa della sapienza" cairota fu invece costruita nel 1004, due secoli dopo la sua quasi omonima baghdadina, dall'Imam fatimide al-Ḥākim bi-amr Allāh. Questi ordinò anche la costruzione di un'altra moschea al Cairo, oltre quella già rinomata della al-Azhar e fu così chiamata "Moschea di al-Ḥākim".

L'Imam fece edificare nello stesso tempo una scuola coranica (halaqa) perché vi fossero insegnati i principi del pensiero giuridico e teologico dell'Ismailismo sciita.
In seguito, però, la Dar al-Ḥikma ampliò notevolmente i suoi insegnamenti in direzione di altre discipline scientifiche: dalla lingua araba alla filosofia, dall'astronomia alla matematica, dalla medicina all'astrologia.
Gli esordi della Dār al-Ḥikma furono caratterizzati da un notevole grado di estremismo religioso, contro il quale insorse però la popolazione del Cairo. Lo spirito settario dell'insegnamento di al-Azhar si stemperò notevolmente con l'andar del tempo e, progressivamente, vi furono accolte e tollerate anche opere religiose non ismailite. 
La Dār al-Ḥikma fu anche una ricchissima biblioteca, dotata di circa 600.000 volumi, che andavano da opere del sapere antico a quelle contemporanee. In seguito divenne una vera e propria università. Al suo interno esisteva una Khizānat al-Ḥikma (Tesoro della Sapienza) che era la biblioteca personale dell'Imam. In essa venivano formati i dāʿī (propagandisti destinati ad operare fuori dei confini fatimidi) che, ovviamente, dovevano aderire tutti al credo ismailita.
La Dār al-Ḥikma (di cui sopravvivono alcune strutture ornamentali nel Museo di Arti Islamiche del Cairo) fu demolita nei torbidi che accompagnarono il brusco declino politico ed economico dell'Imamato. Secondo una testimonianza dello storico al-Maqrīzī, i soldati turchi al servizio dell'Imam - stanchi di non vedersi più pagare il soldo - ne razziarono quasi completamente le dotazioni librarie, rivendendole ai bibliofili privati o anche solo usando le splendide e preziose rilegature in pelle semplicemente per rattoppare i loro stivali rovinati dall'uso.